# Maladera tibialis
Maladera tibialis är en skalbaggsart som beskrevs av Brenske 1898. Maladera tibialis ingår i släktet Maladera och familjen Melolonthidae. Inga underarter finns listade i Catalogue of Life.